# سید محمود علوی (نظامی)
سید محمود علوی (زادهٔ ۱۳۰۷) نظامی ارشد ایرانی و فرمانده نیروی دریایی ارتش جمهوری اسلامی ایران بود.
علوی در سال ۱۳۵۱ به درجهٔ دریادار ارتقا یافته و رئیس ادارهٔ مخابرات نیروی دریایی شاهنشاهی شد. وی مدتی نیز معاون عملیاتی نیروی دریایی بود. علوی پس از انقلاب ۱۳۵۷، در دی ماه ۱۳۵۸ به عنوان فرمانده نیروی دریایی ارتش جمهوری اسلامی ایران انتخاب شد و تا اسفند ۱۳۵۸ عهده‌دار این مسئولیت بود. دریادار محمود علوی روز ۵ اسفند ۱۳۵۸ توسط دادستان انقلاب ارتش جمهوری اسلامی ایران بازداشت و بعداً به اتهام جاسوسی به اعدام محکوم شد.